# Politikåret 1851

## Händelser
- 24 april - Prince Edward Island får en egen regering.[1]
- 15 juli - Victoria bryts ur New South Wales.[2]

### Fotnoter
1. ↑  ”Prince Edward Island” (på engelska). World Statesmen. http://www.worldstatesmen.org/Canada_Provinces_P-Y.html#Prince-Edward. Läst 29 juli 2015.
2. ↑  ”Victoria” (på engelska). World Statesmen. http://www.worldstatesmen.org/Australian_States.html#Victoria. Läst 29 juli 2015.